# Atletism la Jocurile Olimpice de vară din 2016 - Triplusalt (masculin)
Proba masculină de triplusalt de la Jocurile Olimpice de vară din 2016 a avut loc în perioada 15–16 august la Stadionul Olimpic.

## Formatul competiției
Competiția a avut două etape: una de calificare și finala. În calificări, fiecare atlet a avut dreptul la trei sărituri. Atleții care au trecut peste baremul de calificare s-au calificat direct în finală. Dacă se calificau mai puțin de 12 atleți, tabelul finalei se completa până se ajungea la 12. Pentru finală fiecare atlet a avut dreptul la trei sărituri, după care primii opt clasați au avut dreptul la încă trei sărituri. 

## Recorduri
Înaintea acestei competiții, recordurile mondiale și olimpice erau următoarele:
| Record           | Atlet                  | Rezultat | Loc                    | Data          |
| ---------------- | ---------------------- | -------- | ---------------------- | ------------- |
| World record     | Jonathan Edwards (GBR) | 18,29 m  | Göteborg, Suedia       | 7 august 1995 |
| Recordul olimpic | Kenny Harrison (USA)   | 18,09 m  | Atlanta, Statele Unite | 27 iulie 1996 |

## Rezultate

### Calificări
Baremul de calificare: 16,95 m (C) sau printre primii 12 săritori (c)
| Loc | Grupa | Nume                   | Țară                       | #1    | #2    | #3    | Rezultat      | Note      |
| --- | ----- | ---------------------- | -------------------------- | ----- | ----- | ----- | ------------- | --------- |
| 1   | B     | Christian Taylor       | Statele Unite ale Americii | 17.24 |       |       | 17.24         | (C)       |
| 2   | A     | Dong Bin               | China                      | 17.10 |       |       | 17.10         | (C)       |
| 3   | A     | Will Claye             | Statele Unite ale Americii | 16.43 | 16.76 | 17.05 | 17.05         | (C)       |
| 4   | B     | Nelson Évora           | Portugalia                 | 16.48 | 16.72 | 16.99 | 16.99         | (C), (SB) |
| 5   | A     | Cao Shuo               | China                      | 16.97 |       |       | 16.97         | (C)       |
| 6   | A     | Troy Doris             | Guyana                     | 16.54 | 16.58 | 16.81 | 16.81         | (c)       |
| 7   | B     | Karol Hoffmann         | Polonia                    | 16.79 | 16.75 | x     | 16.79         | (c)       |
| 8   | B     | Jhon Murillo           | Columbia                   | 16.78 | 16.58 | x     | 16.78         | (c)       |
| 9   | A     | Benjamin Compaore      | Franța                     | 16.34 | 16.57 | 16.72 | 16.72         | (c)       |
| 10  | A     | Alberto Álvarez        | Mexic                      | 16.50 | 16.67 | 16.60 | 16.67         | (c)       |
| 11  | B     | Xu Xiaolong            | China                      | x     | 16.35 | 16.65 | 16.65         | (c), (SB) |
| 12  | B     | Lazaro Martinez        | Cuba                       | 16.38 | x     | 16.61 | 16.61         | (c)       |
| 13  | B     | Harold Correa          | Franța                     | 16.31 | 16.60 | 16.55 | 16.60         |           |
| 14  | A     | Ernesto Reve           | Cuba                       | 16.13 | 16.16 | 16.58 | 16.58         |           |
| 15  | A     | Max Hess               | Germania                   | 13.88 | x     | 16.56 | 16.56         |           |
| 16  | B     | Chris Benard           | Statele Unite ale Americii | x     | 16.44 | 16.55 | 16.55         |           |
| 17  | A     | Fabrizio Donato        | Italia                     | 16.54 | x     | x     | 16.54         |           |
| 18  | A     | Leevan Sands           | Bahamas                    | 16.47 | x     | 16.53 | 16.53         |           |
| 19  | B     | Dzmitry Platnitski     | Belarus                    | x     | 16.48 | 16.52 | 16.52         |           |
| 20  | A     | Maksim Niastsiarenka   | Belarus                    | 16.12 | 16.39 | 16.52 | 16.52         |           |
| 21  | B     | Godfrey Khotso Mokoena | Africa de Sud              | 15.13 | 16.51 | 16.44 | 16.51         |           |
| 22  | A     | Fabian Florant         | Olanda                     | 16.51 | x     | x     | 16.51         |           |
| 23  | B     | Tosin Oke              | Nigeria                    | x     | 16.45 | 16.47 | 16.47         |           |
| 24  | B     | Mamadou Cherif Dia     | Mali                       | x     | 16.45 | 16.19 | 16.45         | (SB)      |
| 25  | A     | Nazim Babayev          | Azerbaidjan                | x     | 16.38 | 15.60 | 16.38         |           |
| 26  | A     | Rumen Dimitrov         | Bulgaria                   | 16.23 | x     | 16.36 | 16.36         |           |
| 27  | B     | Kim Deok-hyeon         | Coreea de Sud              | x     | 16.13 | 16.36 | 16.36         |           |
| 28  | B     | Jonathan Drack         | Mauritius                  | x     | x     | 16.21 | 16.21         |           |
| 29  | A     | Daigo Hasegawa         | Japonia                    | 16.17 | 15.93 | x     | 16.17         |           |
| 30  | B     | Renjith Maheswary      | India                      | 15.80 | 16.13 | 15.99 | 16.13         |           |
| 31  | B     | Pablo Torrijos         | Spania                     | 15.78 | 16.11 | 15.74 | 16.11         |           |
| 32  | A     | Olu Olamigoke          | Nigeria                    | 16.10 | 15.95 | 15.64 | 16.10         |           |
| 33  | A     | Clive Pullen           | Jamaica                    | x     | x     | 16.08 | 16.08         |           |
| 34  | B     | Fabrice Zango Hugues   | Burkina Faso               | 15.99 | x     | x     | 15.99         |           |
| 35  | B     | Kohei Yamashita        | Japonia                    | 15.71 | 15.46 | 15.66 | 15.71         |           |
| 36  | A     | Levon Aghasyan         | Armenia                    | x     | 15.54 | x     | 15.54         |           |
| 37  | B     | Artsem Bandarenka      | Belarus                    | 15.43 | x     | x     | 15.43         |           |
| 38  | B     | Vladimir Letnicov      | Republica Moldova          | x     | 15.29 | x     | 15.29         |           |
| 39  | B     | Georgi Tsonov          | Bulgaria                   | x     | x     | 15.20 | 15.20         |           |
| 40  | B     | Latario Collie-Minns   | Bahamas                    | x     | x     | x     | fără măsurare |           |
| 40  | A     | Yordanys Duranona      | Dominica                   | x     | x     | x     | fără măsurare |           |
| 40  | A     | Muhammad Halim         | Insulele Virgine Americane | x     | x     | x     | fără măsurare |           |
| 40  | B     | Ruslan Kurbanov        | Uzbekistan                 | x     | x     | x     | fără măsurare |           |
| 40  | A     | Marian Oprea           | România                    | x     | x     | x     | fără măsurare |           |
| 40  | B     | Şeref Osmanoğlu        | Turcia                     | x     | x     | x     | fără măsurare |           |
| 40  | A     | Lasha Torgvaidze       | Georgia                    | x     | x     | x     | fără măsurare |           |
| 40  | A     | Roman Valiyev          | Kazahstan                  | x     | x     | x     | fără măsurare |           |
| 41  | A     | Pedro Pablo Pichardo   | Cuba                       |       |       |       | (DNS)         |           |

### Finala
| Loc | Nume              | Țară                       | #1    | #2    | #3    | #4                    | #5                    | #6                    | Rezultat | Note |
| --- | ----------------- | -------------------------- | ----- | ----- | ----- | --------------------- | --------------------- | --------------------- | -------- | ---- |
| 1   | Christian Taylor  | Statele Unite ale Americii | 17.86 | 17.77 | x     | 17.77                 | x                     | x                     | 17.86    | (SB) |
| 2   | Will Claye        | Statele Unite ale Americii | 17.76 | x     | x     | 17.61                 | x                     | 17.55                 | 17.76    | (PB) |
| 3   | Dong Bin          | China                      | 17.58 | x     | x     | –                     | –                     | –                     | 17.58    | (PB) |
| 4   | Cao Shuo          | China                      | 16.78 | x     | 16.89 | x                     | 17.13                 | 15.27                 | 17.13    | (SB) |
| 5   | Jhon Murillo      | Columbia                   | x     | 17.09 | 16.43 | 16.79                 | 16.66                 | x                     | 17.09    | (RN) |
| 6   | Nelson Évora      | Portugalia                 | 16.90 | 16.93 | 17.03 | x                     | x                     | x                     | 17.03    | (SB) |
| 7   | Troy Doris        | Guyana                     | 16.88 | x     | 16.63 | x                     | 16.90                 | x                     | 16.90    |      |
| 8   | Lázaro Martínez   | Cuba                       | 16.68 | x     | x     | 15.89                 | –                     | 15.23                 | 16.68    |      |
| 9   | Alberto Álvarez   | Mexic                      | 16.26 | 16.56 | 16.47 | nu a mers mai departe | nu a mers mai departe | nu a mers mai departe | 16.56    |      |
| 10  | Benjamin Compaore | Franța                     | 15.53 | 16.54 | 16.47 | nu a mers mai departe | nu a mers mai departe | nu a mers mai departe | 16.54    |      |
| 11  | Xu Xiaolong       | China                      | 16.41 | x     | 16.29 | nu a mers mai departe | nu a mers mai departe | nu a mers mai departe | 16.41    |      |
| 12  | Karol Hoffmann    | Polonia                    | 16.31 | x     | x     | nu a mers mai departe | nu a mers mai departe | nu a mers mai departe | 16.31    |      |

## Legendă
RA Record african | AM Record american | AS Record asiatic | RE Record european | OCRecord oceanic | RO Record olimpic | RM Record mondial | RN Record național | SA Record sud-american | RC Record al competiției | DNF Nu a terminat | DNS Nu a luat startul | DS Descalificare | EL Cea mai bună performanță europeană a anului | PB Record personal | SB Cea mai bună performanță a sezonului | WL Cea mai bună performanță mondială a anului